# Crodoberto I di Tours
Crodoberto I, chiamato anche Chrotberto, Roberto o Radoberto, (... – 695) fu referendario merovingio e vescovo di Tours dal 660 fino alla sua morte.

## Biografia
Egli era figlio di Cariberto di Hesbaye e di sua moglie Wulfgurd. Crodoberto e i suoi fratelli, Erleberto e Aldeberto, furono gli antenati dei Robertingi. 
Crodoberto iniziò la sua carriera come referendario di Dagoberto I, l'ultimo re della dinastia merovingia a esercitare effettivamente il potere, e successivamente di suo figlio Clodoveo II. Fu il maestro di palazzo di Borgogna dal 642 al 662 e probabilmente maestro di palazzo di Neustria durante l'interregno di Ebroino. Potrebbe essere stato vescovo di Parigi, ma ci sono poche prove a sostegno di questo. 

## Famiglia e figli
Crodoberto si sposò con Glismoda di Baviera, di ascendenza sconosciuta. Essi ebbero due figli: 
- Lamberto I di Hesbaye, padre di Crodoberto II, cancelliere di Clotario III
- Sant'Angadrisma, che sposò Ansberto di Rouen